# Ramón Osni Moreira Lage
Ramón Osni Moreira Lage (* 24. Mai 1988, in Nova Era), genannt Ramón, ist ein ehemaliger brasilianischer Fußballspieler.

## Vereinskarriere
Ramón begann seine Profikarriere 2005 bei Atlético Mineiro, wechselte aber nur ein Jahr später zu SC Corinthians. Anfang des Jahres 2007 wechselte er nach Russland in die Premjer-Liga zu ZSKA Moskau, wo er einen Vertrag bis 2012 hatte. Am 31. März 2007 erzielte er im Spiel gegen den Erzrivalen Lokomotive Moskau sein erstes Tor im zweiten Spiel für ZSKA. Er wechselte 2010 zurück nach Brasilien, wo er 2021 seine Karriere beendete.

## Erfolge
Nationalteam (U-17)
- U-17-Fußball-Südamerikameisterschaft (2005)
- U-17-Fußball-Weltmeisterschaft (2005)

ZSKA Moskau
- Russischer Fußball-Supercup (2007, 2009)
- Premjer-Liga (20058)